# Албани (аэропорт)
 Албани  — аэропорт, расположенный в Албани, Западная Австралия в 11 километрах к северо-западу от города Албани.
Также известен как «Региональный аэропорт Албани Гарри Риггса». Является крупнейшим аэропортом в Большом Южном регионе Западной Австралии. Согласно кодам аэропортов ИАТА обозначается ABA, а согласно кодом аэропортов ИКАО как YPAL.
Аэропорт обслуживает рейсы авиакомпании Skywest, самолёты которой совершают 18 рейсов в неделю перевозя более чем 50 тысяч человек в год, а также чартерные и военно-воздушные рейсы.

## Услуги
Аэропорт находится на высоте в 71 метр над уровнем моря. Он имеет две взлётно-посадочные полосы: 14/32 с поверхностью асфальта размером 1800 на 30 метров (5906 × 98 м) и 05/23 с гравием, поверхность которого имеет размеры 1096 на 30 метров (3,596 × 98 футов).
Аэропорт оснащён курсо-глиссадной системой, которая позволяет совершать пассажирские рейсы в любую погоду. Взлётно-посадочная полоса длиной 1800 метров способна принять Boeing 737.

## Статистика
Аэропорт занял 58-е место в Австралии по количеству обслуженных в 2009—2010 годах пассажиров.
| Год     | Пассажиров | Взлётов-посадок |
| ------- | ---------- | --------------- |
| 2001-02 | 32351      | 1316            |
| 2002-03 | 34303      | 1344            |
| 2003-04 | 37462      | 1416            |
| 2004-05 | 43682      | 1572            |
| 2005-06 | 49824      | 1614            |
| 2006-07 | 16.92      | 1817            |
| 2007-08 | 57401      | 1802            |
| 2008-09 | 52805      | 1780            |
| 2009-10 | 52535      | 2281            |